# Novotsjerkasskaja (metrostation)
Novotsjerkasskaja (Russisch: Новочеркасская) is een station van de metro van Sint-Petersburg. Het station maakt deel uit van de Pravoberezjnaja-lijn en werd geopend op 30 december 1985. Station Novotsjerkasskaja bevindt zich in het oosten van Sint-Petersburg, op de rechteroever van de Neva, en is genoemd naar de Novotsjerkasski prospekt, een straat in de omgeving. Tot juli 1992 droeg het station de naam Krasnogvardejskaja (Rode Garde); in de planningsfase werd het Zanevskaja genoemd, naar het plein waaronder het ligt.
Het station ligt 61 meter onder de oppervlakte en beschikt over een perronhal met een gewelfd plafond. Het metrostation heeft geen toegangsgebouw; onder het Zanevskaja-plein bevindt zich de stationshal, van waaruit 12 uitgangen naar de Zanevski prospekt en de Novotsjerkasski prospekt leiden. Boven de roltrappen is het mozaïek "De overwinnende revolutie" aangebracht.